# Constantina (emperatriz)
Constantina (c. 560-c. 605) fue emperatriz bizantina consorte por su matrimonio con el emperador romano de Oriente Mauricio. Era hija del también emperador Tiberio II y de su mujer Ino Anastasia. Su ascendencia se registró en las crónicas de Teofilacto Simocates, Pablo el Diácono y Juan de Biclaro.
En las Crónicas georgianas se identifica a Constantina no como hija de Tiberio, sino del emperador sasánida Cosroes II. Sin embargo, dicha crónica se compiló en el siglo XIII, por lo que el parentesco, contradictorio, puede determinarse como un error.

## Primeros años
Su padre Tiberio fue Comes Excubitorum (comandante de los excubitores) durante el reinado de Justino II. Según las crónicas, el entonces emperador Justino sufría de ataques temporales de locura y no pudo realizar sus deberes desde la caída de Dara por parte de las tropas sasánidas de Cosroes I en noviembre de 573. Según Gregorio de Tours, el único poder del Imperio en este momento fue asumido por Sofía, sobrina de Teodora y emperatriz consorte por su matrimonio con Justino II. El historiador sirio Evagrio Escolástico escribió que Sofía logró concluir una tregua de tres años con Cosroes por su cuenta. Pero como regente, necesitaba de partidarios, eligiendo a Tiberio como socio preferente en la corte.
Según la crónica de Teófanes el Confesor, Tiberio fue nombrado oficialmente César por Justino el 7 de diciembre de 574. También fue adoptado por Justino y así se convirtió en su heredero designado. En este punto, Ino Anastasia emergió como Caesarissa, la dama de segundo rango en el Imperio, y Constantina se convirtió en miembro de la familia imperial.
La historia eclesiástica de Juan de Éfeso y la crónica de Teófanes consideran que Sofía planea casarse con Tiberio. A Ino y sus hijas no se les permitió entrar al Gran Palacio de Constantinopla, pero sí se les consiguió alojar en el palacio de Hormisdas, residencia de Justiniano I antes de su elevación al trono. Según Juan de Éfeso, Tiberio se les unía todas las noches y regresaba al Gran Palacio todas las mañanas. Sofía también se negó a permitir que las damas de la corte visitaran a Ino y sus hijas como muestra de respeto hacia ellas.
Ino finalmente dejó Constantinopla en favor de Daphnudium, su anterior residencia, a la que decidió volver. Según Juan de Éfeso, Tiberio dejó Constantinopla para visitar a Ino cuando esta enfermó.

## Hija del emperador
En septiembre de 578, Justino II nombró a Tiberio como su coemperador. Apenas un mes después de tal nombramiento, el 5 de octubre el emperador fallecía y Tiberio le sucedía como único emperador. Según Juan de Éfeso, Sofía envió al patriarca Eutiquio de Constantinopla a Tiberio para convencerlo de que se divorciara de Ino. Ofreciéndose tanto a ella como a su hija mayor Arabia como posibles novias para el nuevo Emperador. Tiberio se negó a tales elecciones.
Tiberio aparentemente temía por la seguridad de su esposa e hijas. Juan de Éfeso informa que las tres mujeres regresaron clandestinamente en Constantinopla en barco, a altas horas de la noche. Ino fue proclamada emperatriz en una ceremonia pública y recibió el rango de Augusta. Sofía también retuvo su rango y continuó manteniendo una sección del palacio para ella sola. Constantina, así como su hermana pequeña Charito, se convertían en hijas imperiales.
El reinado de su padre como emperador fue relativamente corto. Cinco años después de ascender al trono, en el año 582 Tiberio enfermó y el asunto de la sucesión se hizo urgente. Como antes, se le pidió a Sofía que eligiera un sucesor para el emperador moribundo y eligió a Flavio Mauricio Tiberio Augusto, un general que había logrado una serie de victorias sobre el persa Hormizd IV, hijo y sucesor de Cosroes I. Según Gregorio de Tours, ella planeaba casarse con el nuevo heredero imperial.

## Matrimonio
Juan de Éfeso y Gregorio de Tours presentaron el posible matrimonio de Constantina o Charito con Tiberio como solución para superar el escollo de la cuestión matrimonial y conseguir la estabilidad en el trono bizantino. A Tiberio, en dicha terna, se le había unido Germano, un noble patricio y gobernador de la provincia de África. A Germano se le identificó tentativamente con el hijo póstumo de Germano Justino, primo del emperador Justiniano, y de Matasunta, una noble goda hija de Eutarico y Amalasunta, y hermana de Atalarico, rey de los ostrogodos. Finalmente, el 5 de agosto de 582, Constantina se comprometió con Mauricio y su hermana Charito con Germano. Ambos hombres fueron nombrados Césares y se convirtieron en probables sucesores.
Una interpretación histórica del matrimonio dual fue que Tiberio tenía la intención de nombrar a dos coemperadores como sus sucesores, posiblemente con una división de provincias entre ellos. Si hubo tales planes, nunca se concretaron. Según el obispo copto Juan de Nikiû, Germano era el favorito de Tiberio al trono.
El 13 de agosto Tiberio ya estaba en su lecho de muerte y dignatarios civiles, militares y eclesiásticos esperaban el nombramiento de su sucesor. Según los informes, Tiberio había preparado un discurso sobre el asunto, pero en este punto estaba demasiado débil para hablar. El quaestor sacri palatii lo leyó por él. El discurso proclamaba a Mauricio como Augusto y único sucesor del trono. El 14 de agosto murió Tiberio y Mauricio se convirtió en emperador. Constantina siguió siendo su prometida.

## Emperatriz
El matrimonio de Constantina y Mauricio tuvo lugar en el otoño de 582. La ceremonia fue realizada por el patriarca Juan IV de Constantinopla y es descrita en detalle por Teofilacto Simocates. El asistente nupcial fue el eunuco Margarites. Constantina fue proclamada Augusta, mientras que tanto Sofía como Ilo Anastasia mantuvieron sus mismos títulos protocolarios. Juan de Éfeso mencionaba que las tres Augusta residieron conjuntamente, en sus respectivas alas, en el Gran Palacio.
Anastasia fue la primera de las tres mujeres en morir. Teófanes sitúa su muerte en 593. Constantina parece haber disfrutado de mejores relaciones con Sofía que su madre. También registró que ambas habían ofrecido conjuntamente una corona preciosa como regalo de Pascua a Mauricio en el año 601. Aceptó su regalo pero luego ordenó que se colgara sobre el altar de Hagia Sophia como su propio tributo a la iglesia, que según Teófanes fue tomado como un insulto por ambos Augustas y causó una ruptura en el matrimonio.

## Deposición
El 22 de noviembre de 602, Mauricio, Constantina y sus hijos se vieron obligados a abandonar Constantinopla en un barco de guerra. Los disturbios en toda la ciudad habían comenzado debido a una hambruna que llevó a que la facción de los Verdes de las carreras de cuadrigas se volviera contra el poder y un ejército amotinado al mando de Focas se presentara ante las puertas de la ciudad para reclamar el poder, llegando a ser proclamado emperador un día después del abandono de Mauricio.
El buque de guerra en el que huyeron tuvo que enfrentarse al mal tiempo de la estación y buscó refugio en la costa asiática del mar de Mármara, no lejos de Nicomedia. Mauricio sufría de artritis y quedó incapacitado por un dolor intenso después de su viaje por mar. Las tropas leales a Focas capturaron a la familia imperial depuesta días después y la llevaron a Calcedonia. El 27 de noviembre, los cinco hijos de Mauricio y Constantina fueron ejecutados ante los ojos de sus padres. Luego, el propio Mauricio fue ejecutado. Constantina sobrevivió viuda.
En 603, Constantina y sus tres hijas fueron exiliadas a un monasterio, que llegó a ser identificado tentativamente con el Monasterio de San Mamés, fundado y dirigido por su pariente Teoctista, una hermana de Mauricio.
Teófanes registra que Constantina mantuvo contacto con Germano, y que ambos estaban conspirando contra Focas. Sus mensajes fueron confiados a Petronia, una sirvienta de Constantina. Petronia demostró ser desleal y denunció la conspiración al emperador. Constantina fue arrestada y puesta bajo la custodia de Teopempto, prefecto de Constantinopla. Su interrogatorio incluyó tortura y fue obligada a dar el nombre de sus compañeros conspiradores.
Constantina y sus tres hijas fueron ejecutadas en Calcedonia. Germano y una hija suya no identificada también fueron ejecutados. Teófanes ubica las muertes entre los años 605 o 606, pero la fecha exacta está en duda.
El texto de los Patria constantinopolitana, atribuidos a Jorge Codinos, menciona que Constantina fue decapitada y su cadáver arrojado al Bósforo; sin embargo, De Ceremoniis de Constantino VII menciona que tanto Mauricio como Constantina y sus hijos fueron enterrados en el monasterio de San Mamés en el que fueron recluidas en un principio.

## Familia e hijos
El matrimonio fue fértil y produjo nueve hijos conocidos:
- Teodosio (4 de agosto de 583 o 585 - después del 27 de noviembre de 602). Según Juan de Éfeso, fue el primer heredero nacido de un emperador reinante desde el reinado de Teodosio II (408–450).[1] Fue nombrado César en 587 y coemperador el 26 de marzo de 590.
- Tiberio (muerto el 27 de noviembre de 602).
- Pedro (muerto el 27 de noviembre de 602).
- Pablo (muerto el 27 de noviembre de 602).
- Justino (muerto el 27 de noviembre de 602).
- Justiniano (muerto el 27 de noviembre de 602).
- Anastasia (fallecido c. 605).
- Teoctista (fallecido c. 605).
- Cleopatra (fallecido c. 605).